# Teresa Bilewicz-Pawińska
Teresa Bilewicz-Pawińska (ur. 25 sierpnia 1932 w Warszawie, zm. 7 kwietnia 2017 tamże) – polska entomolog.

## Życiorys
W 1955 ukończyła studia na Uniwersytecie Warszawskim, w 1965 obroniła doktorat w Szkole Głównej Gospodarstwa Wiejskiego w Warszawie, a następnie związała się zawodowo z Instytutem Ekologii PAN. Prowadziła badania nad ekologią pluskwiaków różnoskrzydłych (Heteroptera) i ich parazytoidów, tj. Hymenoptera i Braconidae w agrocenozach oraz nad strukturą i funkcjonowaniem zespołów Heteroptera oraz wpływem stosowania środków chemicznych ochrony roślin na populacje pluskwiaków różnoskrzydłych w agrocenozach. Dorobek naukowy dr. Teresy Bilewicz-Pawińskiej stanowi 68 publikacji, w tym 44 to oryginalne prace naukowe i 1 monografia.
Pochowana na Cmentarzu Wojskowym na Powązkach (kwatera A5-6-32).

## Odznaczenia
- Dyplom Uznania Departamentu Rolnictwa Stanów Zjednoczonych (1971, 1978);
- Nagroda Naukowa II Wydziału Polskiej Akademii Nauk (1983);
- Srebrny Krzyż Zasługi (1979).